# La schiava di Bagdad
La schiava di Bagdad (Shéhérazade) è un film del 1963 diretto da Pierre Gaspard-Huit.

## Trama
Un cavaliere di Carlo Magno riesce a soffiare al califfo di Bagdad la schiava che era destinata a sposarlo.

## Critica
«La musa di Godard (che ha una particina!) in costume da odalisca è l'unico motivo d'interesse nella zuppa.»